# 食虫动物
食蟲動物是以昆蟲等小型無脊椎動物為主食的肉食性動物。人類作為雜食性動物，也有食用昆蟲的行為。
原本在哺乳綱中一群以昆蟲為主食的動物被分類至食蟲目，後來的分子分類學發現食蟲目是個多系群，其成員彼此之間並不親近，而是來自不同的演化支，現在該目已被棄用。
雖然昆蟲體型微小，但卻擁有極多的種類（目前統計已超百萬種）和數量，目前估計全球的昆蟲大約有 1018 個體，總質量可達 1012 kg。某些不以昆蟲為主食的動物，也會在需要補充蛋白質的時期（如繁殖期）進食昆蟲。
食蟲動物廣泛分布於多個分類群中，包含鯉科、青蛙、蜥蜴（如變色龍和壁虎）、夜鶯、燕子、針鼴、袋食蟻獸、食蟻獸、犰狳、土豚、穿山甲、土狼、蝙蝠、蜘蛛等。部分大型哺乳動物也有食用昆蟲的行為，其中懶熊為最大型的食蟲動物。昆蟲本身也可為食蟲動物，例如蜻蜓、胡蜂、瓢蟲和螳螂等。許多靈長目也為食蟲動物，包含狨屬、檉柳猴屬、眼鏡猴、嬰猴科與指猴等。因此靈長目可能源自夜行性的樹棲食蟲動物。食蟲動物的食物還可包括蜘蛛、蜈蚣、蚯蚓等在分類學上不屬於昆蟲的動物。

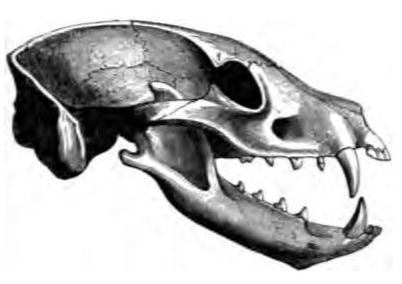
土狼的顱骨，其大臼齒與裂肉齒不發達，因為土狼以不需撕扯或咀嚼的白蟻為主食。不過土狼仍然擁有犬齒，可用於自衛。
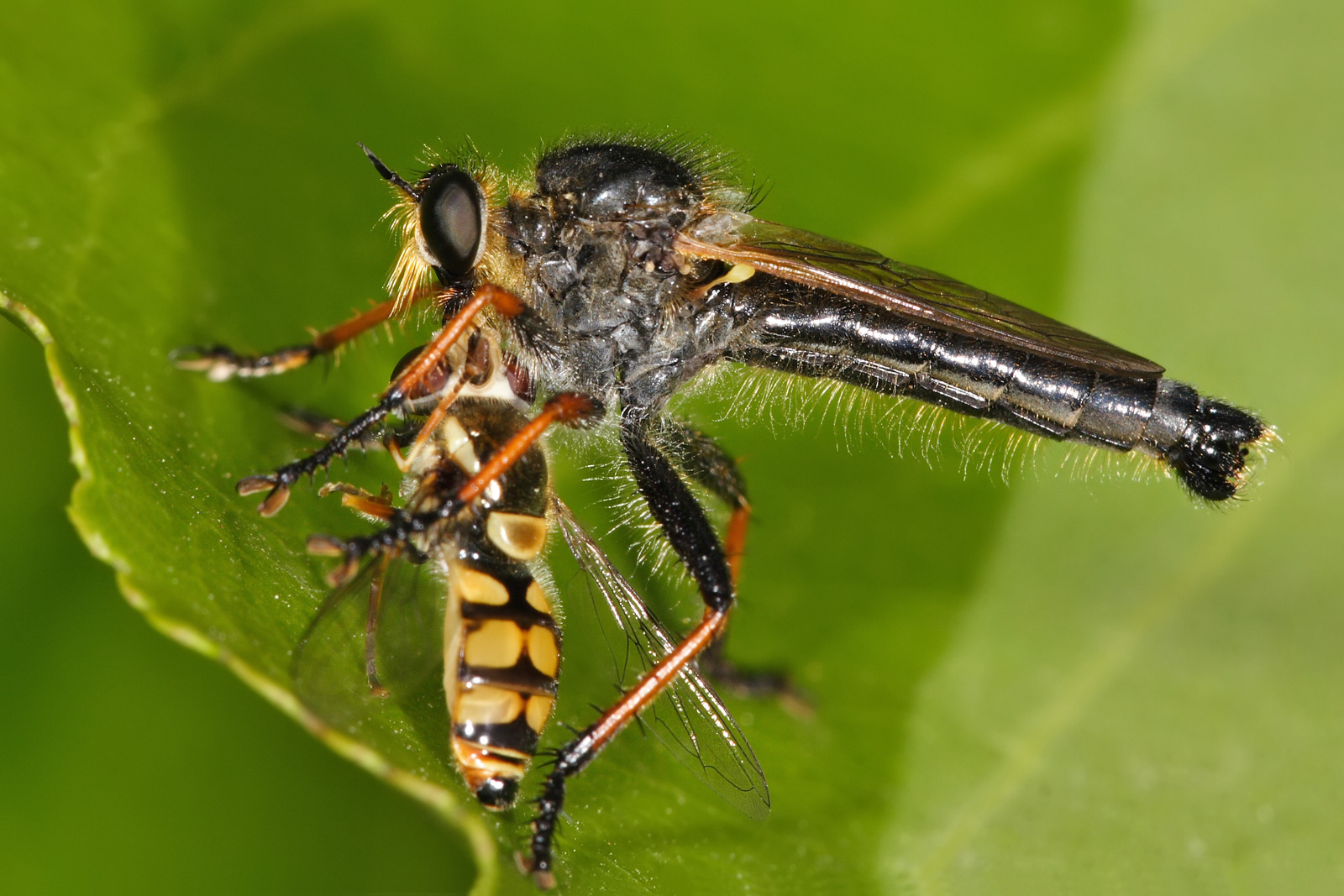
一隻正在啃食食蚜蠅的食蟲虻。
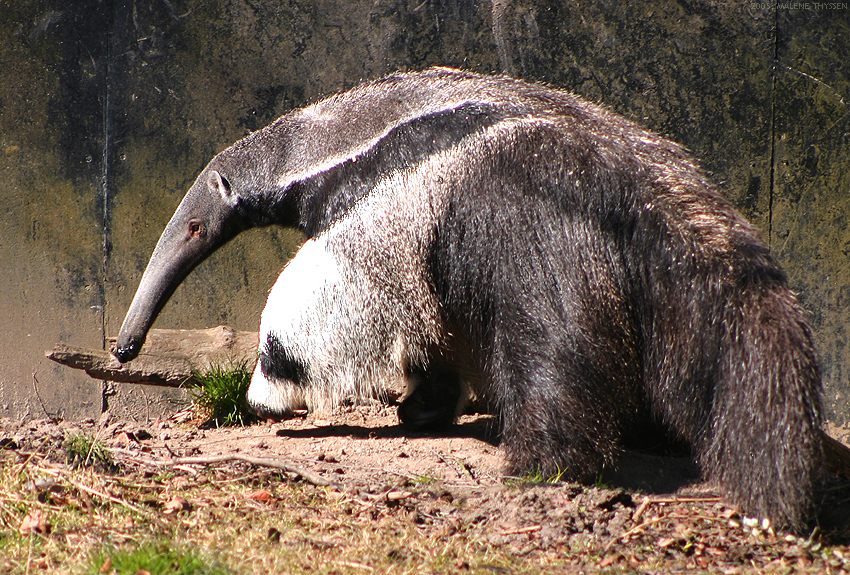
大食蟻獸，為大型食蟲哺乳動物。